# Re:T-ara
Re:T-ara (viết cách điệu Re:T-ARA) là album đĩa đơn thứ hai của ban nhạc nữ Hàn Quốc T-ara. Nó được phát hành vào ngày 15 tháng 11, 2021 bởi Dingo Music và do Dreamus phân phối.

## Danh sách track
Phần ghi công được lấy từ Naver.
| Danh sách track của Re:T-ara | Danh sách track của Re:T-ara | Danh sách track của Re:T-ara         | Danh sách track của Re:T-ara | Danh sách track của Re:T-ara | Danh sách track của Re:T-ara |
| STT                          | Nhan đề                      | Phổ lời                              | Phổ nhạc                     | Arrangement                  | Thời lượng                   |
| ---------------------------- | ---------------------------- | ------------------------------------ | ---------------------------- | ---------------------------- | ---------------------------- |
| 1.                           | "All Kill"                   | Ahn Young-min (Conan from Rocoberry) | Cho Young-soo Lee Yoo-jin    | Cho Young-soo Lee Yoo-jin    | 3:04                         |
| 2.                           | "Tiki Taka" (티키타카)       | Colde                                | Colde basecamp Minit         | Colde basecamp Minit         | 3:16                         |
| Tổng thời lượng:             | Tổng thời lượng:             | Tổng thời lượng:                     | Tổng thời lượng:             | Tổng thời lượng:             | 6:21                         |

## Bảng xếp hạng
| Bảng xếp hạng (2021)            | Vị trí cao nhất |
| ------------------------------- | --------------- |
| South Korea Album Chart (Gaon)  | 6               |
| South Korea Retail Chart (Gaon) | 3               |